# Supraviețuitorul
Supraviețuitorul este versiunea în limba română a emisiunii internaționale Survivor, un reality show la rândul său derivat din serialul de televiziune suedez Expedition Robinson creat de Charlie Parsons și care a avut premiera în 1997. Varianta românească a fost anunțată pe 23 decembrie 2015 și a fost difuzată la Pro TV între 12 septembrie și 22 noiembrie 2016.
Emisiunea aduce laolaltă un grup de străini aflați într-un loc izolat unde trebuie să-și obțină singuri mâncare, apă, foc și un adăpost. Concurenții se înfruntă în diferite competiții pentru recompense și pentru imunitate în fața eliminării. Concurenții sunt eliminați pe rând, fiind votați de ceilalți competitori să părăsească întrecerea până când rămâne unul singur care este desemnat „Unicul supraviețuitor” și primește marele premiu de 100.000 de euro.

## Format și reguli
Varianta în limba română urmează același format general al edițiilor din alte țări. Concurenții sunt împărțiți în două „triburi” și sunt duși în zone izolate diferite unde sunt forțați să trăiască pentru perioade de câteva săptămâni. Provocări frecvente fizice și mentale sunt folosite, echipele înfruntându-se pentru recompense precum mâncare sau diverse avantaje sau pentru „imunitate”, tribul care pierde fiind obligat să participe la „Consiliul Tribal” unde trebuie să voteze eliminarea unuia dintre membri.
După ce rămân în concurs aproximativ jumătate dintre jucătorii inițiali, triburile sunt unite, iar concurenții luptă individuale - câștigarea imunității îl ajută pe respectivul concurent să nu poată fi votat. Majoritatea concurenților eliminați în această perioadă devin membri ai „Juriului Consiliului Tribal”. Când rămân doar doi concurenți în competiție, are loc un ultim Consiliu Tribal la care cei doi rămași își susțin cauza în fața Juraților, de ce trebuie ei să fie desemnați câștigători. Juriul votează apoi care dintre cei doi este desemnat „Unicul Supraviețuitor” și să primească marele premiu.

## Sezoanele showului
| No. | Nume                       | Locul              | Zile | Primele triburi      | Câștigător         | Locul doi    | Locul doi     | Votul final |
| --- | -------------------------- | ------------------ | ---- | -------------------- | ------------------ | ------------ | ------------- | ----------- |
| 1   | Supraviețuitorul: Filipine | Caramoan, Filipine | 44   | Hangin, Tubig, Exile | Lucian "Zapp" Lupu | Iulian Pîtea | Otniela Sandu | 4–2–1       |

## Audiențe
Audiențele oficiale sunt furnizate de ARMA (Asociația Română pentru Măsurarea Audiențelor), compania care măsoară audiențele în România.
| Sezon                      | Ora de difuzare        | Premiera           | Premiera                              | Finala | Finala                              | Finala                                 | Episoade | Sezon | Loc | Telespectatori (în milioane) |
| Sezon                      | Ora de difuzare        | Data               | Premiera telespectatori (în milioane) | Data   | Finala telespectatori (în milioane) | Reuniunea telespectatori (în milioane) | Episoade | Sezon | Loc | Telespectatori (în milioane) |
| -------------------------- | ---------------------- | ------------------ | ------------------------------------- | ------ | ----------------------------------- | -------------------------------------- | -------- | ----- | --- | ---------------------------- |
| Supraviețuitorul: Filipine | Luni 20:30 Marți 20:00 | 12 septembrie 2016 | 1.29                                  | 2016   | 1.2                                 |                                        | 25       | 2016  |     |                              |